# Hotelverschluss

Kissenbezug mit Hotelverschluss und teilweise aufgetrennter Naht (schematisch)

Als Hotelverschluss bezeichnet man eine Verschlussform für Bezüge von Bettdecken und Kopfkissen, die ohne Knöpfe oder Reißverschluss auskommt. Dabei wird der Stoff am offenen Ende des Bezuges einseitig ein Stück nach innen eingeschlagen und am Rand vernäht (siehe Bild). Kissen und Einziehdecke werden durch den Einschlag im Bezug gehalten. Gelegentlich wird auch der Ausdruck Bezug mit Einschlag verwendet.
Bettdecken und Kopfkissen mit Hotelverschluss können schneller bezogen werden als solche mit Knopfverschlüssen, weswegen sie besonders in Hotels (daher der Name) und Krankenhäusern, aber auch im häuslichen Bereich verwendet werden. Ein weiterer wesentlicher Vorteil – auch gegenüber Bezügen mit Reißverschlüssen – besteht in der leichteren Handhabung beim Waschen und vor allem beim Mangeln.